# (99) Dice
(99) Dice es un asteroide que forma parte del cinturón de asteroides y fue descubierto por Alphonse Louis Nicolas Borrelly el 28 de mayo de 1868 desde el observatorio de Marsella, Francia. Está nombrado por Dice, una diosa de la mitología griega.

## Características orbitales
Dice orbita a una distancia media de 2,665 ua del Sol, pudiendo alejarse hasta 3,187 ua. Su excentricidad es 0,1958 y la inclinación orbital 13,85°. Emplea en completar una órbita alrededor del Sol 1589 días.